# Esme Booth
Esme Booth (Stratford-upon-Avon, 23 de dezembro de 1998) é uma remadora britânica.

## Carreira
Booth é de Stratford-upon-Avon e estudou na Oxford Brookes University , onde competiu pelo Boat Club. Booth representou a Grã-Bretanha no Campeonato Europeu de Remo de 2022 em Munique, onde conquistou a medalha de prata nas provas de pares sem timoneiro feminino e oito com feminino. No Campeonato Europeu de Remo de 2023, realizado no Lago Bled, ela fez novamente parte de uma equipe britânica que terminou em segundo lugar no oito com feminino.
Nos Jogos Olímpicos de Verão de 2024, em Paris, conquistou a medalha de prata na competição de quatro sem feminino, ao lado de Helen Glover, Samantha Redgrave e Rebecca Shorten com o tempo de 6:27.31.